# Basistrin
Udtrykket basistrin er kendt inden for aerobic, der er i alt 7 basistrin som kan udføres.
1. Gang
2. Løb
3. Spark
4. Knæløft
5. Højt Spark
6. Sprællemand
7. Udfald/lunge.

Klassiske træk ved disse når de kombineres er, at de kan laves i takt til musik, som har en passende takt at lave øvelserne i. Basistrinnene er ikke det er eneste der er af muligheder inden for aerobic, men kun det grundlæggende.
Der findes mange andre variationer, nogle kendte, og nogle som man selv kan finde på får at få en optimal træning. En god ide er at hvis man f.eks. skadet på nogen måde, kan programmet tilpasses en selv med de øvelser der er mest passende.